# Anja Lechner
Pour les articles homonymes, voir Lechner.
Anja Lechner est une violoncelliste allemande de musique classique, née à Cassel. Outre son travail en musique classique et musique contemporaine, en tant que membre du Rosamunde Quartett ou en solo, Anja Lechner a également travaillé avec des musiciens de jazz, de musique improvisée et de musiques du monde, en particulier avec Dino Saluzzi. Son travail est essentiellement documenté par le label ECM.

## Biographie
Elle passe son enfance à l'écoute des mélodies de Schubert, Schumann et des cantates de Johann Sebastian Bach, sa culture provient essentiellement de la musique classique.
Élève de Heinrich Schiff, Anja Lechner a également étudié avec János Starker à Bloomington, grâce à une bourse de la Studienstiftung des deutschen Volkes. Elle remporte en 1990 le prix de la ville de Munich.
Son travail est considéré comme particulièrement original et aventureux.

## Carrière musicale

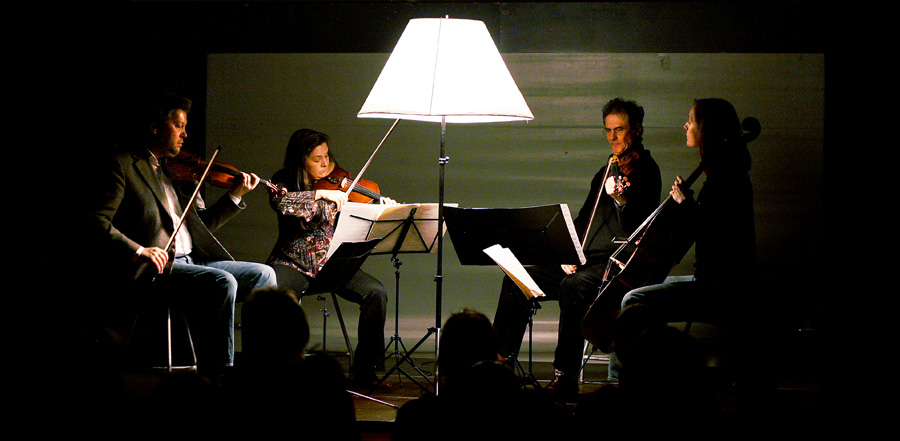
Anja Lechner (à droite) avec le Rosamunde Quartett.

Lechner était membre du Rosamunde Quartett, fondé en 1992, jusqu'à sa dissolution en 2009, avec qui elle a exploré le répertoire classique et surtout contemporain: Anton Webern, Valentin Silvestrov, Tigran Mansurian, Thomas Larcher.
Une facette importante de son travail est la collaboration avec des musiciens de culture et d'horizons différents, en particulier avec des musiciens de jazz contemporain et des pianistes. Elle a ainsi travaillé avec le pianiste français François Couturier, la pianiste suisse Sylvie Courvoisier, le pianiste ukrainien Misha Alperin, et le pianiste grec Vassilis Tsabropoulos.
Une importante collaboration s'est nouée avec le joueur de bandonéon argentin Dino Saluzzi, tout d'abord avec le quatuor Rosamunde, puis en duo. Lechner a entendu Saluzzi pour la première fois au début des années 1980 à Munich, et a trouvé que « sa musique ne ressemblait en rien à ce qu'elle connaissait et était pourtant familière ». Désirant jouer avec lui, c'est Manfred Eicher qui les réunit pour la première fois en 1999. Son travail dans ce cadre consiste essentiellement à intégrer la culture de son partenaire, développer des techniques d'improvisation adaptées, et apporter sa propre culture classique. Ceci va jusqu'à jouer des pièces complètement improvisées.